# Centro de Estudios Urbanos y Regionales (CEUR)
El Centro de Estudios Urbanos y Regionales (CEUR) es una unidad académica de la Universidad de San Carlos de Guatemala (USAC) que se dedica a desarrollar la investigación científica en el campo de los problemas urbanos y regionales. 

## Fundación
En 1970, un grupo de jóvenes con raíces en la revolución de 1944 en Guatemala, impulsó un comité cívico que ganó la alcaldía de la capital, con Manuel Colom Argueta al frente. Durante su gestión tomaron conciencia de la necesidad de contar con especialistas para prever los problemas de crecimiento urbano así como aplicar un estudio multidisciplinario para su solución.
En 1974, existía un grupo promotor en la Facultad de Ingeniería que consiguió que el Consejo Superior Universitario, el 19 de noviembre de 1975, fundara el Centro de Estudios Urbanos y Regionales. Se encargó a las Facultades de Agronomía, Ciencias Económicas, Arquitectura, Ciencias Jurídicas y Sociales e Ingeniería, de esta unidad de investigación, para el efecto, integraron el consejo directivo.
Los trabajos sobre desarrollo regional y urbanismo, abrieron el campo a propuestas que buscaban apoyar al movimiento urbano y popular del país. El primer director del CEUR fue el ingeniero Hugo Quan Má. La represión al movimiento popular se extendió a la universidad, pues en 1979, fue asesinado uno de los investigadores del centro, el exalcalde, Lic. Manuel Colom Argueta. Este hecho provocó la renuncia del director.
El nuevo director, Dr.Luis Constella Alvarado, después de un año de trabajos, a fines de 1980, tuvo que abandonar el país, ante las amenazas al centro, por su labor académica de divulgación de los problemas urbanos del país. Fue nombrada la Licda. Walda Barrios quién también tuvo que emprender el camino del exilio en 1981, por la falta de garantías y continuas amenazas al centro. El constructor Flavio José Quezada Saldaña fue elegido director pero, en 1985, fue asesinado.
El nuevo director, Maestro en Planificación Territorial y Arquitecto Héctor Castro, impulsó modalidades de investigación acción, realizando actividades de investigación territorial con participación de los líderes comunitarios de asentamientos humanos precarios, para lograr un plan de inversiones que llevaría a mejorar sus condiciones de vida. Su capacidad de gestión logró obtener recursos de UNICEF y de la Secretaría General del Consejo Superior Universitario de Centro América. Con esta modalidad buscó que los recursos de investigación tuvieran impacto con propuestas de la solución a uno de los problemas nacionales, como lo es el déficit habitacional, al menos iniciando con uno de los asentamientos más grandes de Centroamérica que para entonces era La Península de El Mezquital, un asentamiento que inició por invasión y alcanzó más de diez mil habitantes en su primera etapa. En ese contexto se trabajó académicamente durante dos años, a pesar de vivir en un contexto de inseguridad, ante la agresión que se tenía hacia muchas organizaciones e instituciones entre ellas para las autoridades de la Universidad de San Carlos de Guatemala. Al culminar el período del Arq. Héctor Castro, el Consejo Directivo del CEUR, nombró  como coordinadores en su orden a: Julio Pinto Soria (1987-1992), el Ingeniero Agrónomo César Castañeda(1992-1994), el economista Eduardo Velásquez Carrera (1994-1998). Para ayudar a la estabilización del Centro y, como fruto de la firma de la paz que puso fin al enfrentamiento armado en Guatemala, se obtuvo apoyo de Karl Bro de Finlandia, la Universidad de Brown, de Providence, Rhode Island. Desde ese tiempo, se retomó la labor de estudio y propuesta de los problemas urbanos. Han sido coordinadores el historiador Dr. Óscar Peláez Almengor (1998-2002), la arquitecta Amanda Morán Mérida (2002-2006), y Dr. Eduardo Velásquez Carrera (2006-2010), que se van turnando en la coordinación hasta el presente.

## Investigadores
Entre los investigadores que han participado en la institución se encuentran: Manuel Colom Argueta, Flavio José Quesada Saldaña, Francisco Rodas Maltez, Carlos Federico Noriega Castillo, Edmundo López, Karin Slowing Umaña, Marco Tulio Escobar Gómez, Gustavo Arriola Quan, Sergio Parrilla Barrascout, Gilberto Robledo, Rafael Piedrasanta Arandi, Walda Barrios, Huber Ernesto Palma, Mario Alfonso Bravo, Enrique Gordillo entre otros. En la actualidad se encuentra dirigida por la Dra. Amanda Morán y entre sus investigadores: Óscar Peláez Almengor, Eduardo Velásquez, Rafael Valladares Vielman, María del Carmen Muñoz, Jorge Aragón, Luis Olayo, Ronald Sánchez, Bayron González y los auxiliares: Blanca Iliana Ordóñez, Brenda Hernández, Claudia Portillo y Nelson Morales, entre otros colaboradores.

## Actualidad
La institución es una unidad interfacultativa, de la que forman parte las Facultades de Agronomía, Arquitectura, Ciencias Económicas, Ciencias Jurídicas y Sociales e Ingeniería. El CEUR es de gran importancia, tanto en Guatemala como en Centroamérica, permitiendo los estudios de intelectuales de las Ciencias Sociales y otras muchas otras disciplinas. Cabe mencionar que si bien funciona como una unidad de investigación, también se enfoca en el apoyo a la docencia, servicio de biblioteca, edición y publicación de documentos y de libros. Asimismo, permite la comunicación de los profesionales a través de diversos medios, como blogs y redes sociales.